# Пуатевен, Жак-Александр
Жак Александр Пуатевен (6 октября 1742, Монпелье — 1 апреля 1807, там же) — французский физик, астроном-практик, медик и метеоролог.
Родился в протестантской семье родом из Блуа, в 1572 году укрывшейся от гонений в Лангедоке; его отцом был советник в счётной палате города. Первоначально изучал право, впоследствии перешёл на изучение точных наук, преимущественно астрономии, физики, медицины и сельского хозяйства; ученик Ратта и Даниси. Собранная им коллекция физических и астрономических инструментов дала ему возможность в течение 40 лет непрерывной работы произвести множество важных для своего времени астрономических и метеорологических наблюдений в обсерватории Монпелье и в собственном загородном доме в Мезуле. Занимался также изучением аграрной экономики. В 1766 году королевское общество наук в Монпелье избрало его своим членом.
Главные работы: «Essai sur le climat de Montpelier» (1803); «Notice sur la vie et les ouvrages de Draparnaud» (1805). Написал также множество научных статей и отчётов по своим наблюдениям для Королевского общества.